# Isabel Aretz
Isabel Aretz-Thiele (Buenos Aires, 14 de abril de 1909 - San Isidro, 2 de junio de 2005) fue una compositora, investigadora, escritora y etnomusicóloga argentina nacionalizada venezolana.

## Biografía

### Primeros años
Aretz se formó académicamente en el Conservatorio Nacional de Música y Arte Escénico, donde estudió composición, piano y pedagogía musical, recibió su formación en piano con Rafael González y armonía, contrapunto y composición musical con Athos Palma, en 1931 era ya profesora superior de piano, egresada de la mencionada institución y en 1933, profesora superior de composición en la misma casa de estudios. En 1937, la Orquesta Sinfónica estrenó en el teatro Cervantes su obra "Puneñas". Siguiendo los trabajos del musicólogo Carlos Vega, en la década de 1940 comenzó a recorrer su país natal, con el objetivo de compilar y registrar sonidos musicales tradicionales que le permitieran elaborar un compendio sonoro de Argentina. Durante ese período viaja también a Paraguay, Uruguay, Chile, Bolivia y Perú con fines similares a los de sus viajes en Argentina.

### En Venezuela
En 1947 contrae matrimonio con el músico y escritor tachirense Luis Felipe Ramón y Rivera, a quien conoció cuando éste se encontraba en Argentina ampliando su formación académica, ese mismo año viaja por primera vez a Venezuela invitada por Juan Liscano para organizar la sección de música del Servicio de Investigaciones Folklóricas de reciente creación. En compañía de su esposo viaja a diversas regiones de Venezuela, ampliando sus estudios del folklore americano.
Desde entonces mantuvo una ardua labor como docente e investigadora, con constantes viajes por todo el continente. En 1966 recibe una beca Guggenheim con la que recorre México, Colombia, Ecuador y Centroamérica salvando numerosas melodías autóctonas. En 1968 obtuvo un doctorado summa cum laude en música en la Universidad Católica Argentina. En Venezuela funda el Instituto Interamericano de Etnomusicología y Folklore (INIDEF) [actual Fundación de Etnomusicología y Folklore (FUNDEF) institución que presidió entre 1990 y 1995], con el soporte de la Organización de Estados Americanos (OEA). Fue también profesora de etnomusicología de la Escuela de Artes de la Universidad Central de Venezuela e impartió la docencia, gracias a su labor en la INIDEF, en universidades de México y Colombia. Fue fundadora de la cátedra de etnomusicología en diversos países. Fue también profesora de etnomusicología latinoamericana en la Universidad de Indiana en Estados Unidos. En 1982 junto al maestro José Antonio Abreu funda la Orquesta de Instrumentos Latinoamericanos (ODILA) en el marco de la conmemoración del bicentenario del nacimiento del Libertador Simón Bolívar.

### En Las Palmas de Gran Canaria
En 1979 se creó en Las Palmas de Gran Canaria la primera Escuela de Folklore bajo su asesoramiento, tras una estancia de su primer Director José Manuel Echevarria Walls en Venezuela en los años 76 y 77. Entre 1980 y 1982 la Dra. Isabel Aretz se trasladó a Canarias en varias oportunidades para impartir Cursos sobre Etnomusicología y Folklore junto a su esposo, el prestigioso etnomusicologo Luis Felipe Ramón y Rivera. Allí se celebraría también bajo su asesoramiento el "Primer Congreso Iberoamericano de Etnomusicologia y Folklore" en el que participaron cerca de 150 destacados profesionales de instituciones de toda iberoamérica e Israel. Junto al ilustre investigador José Antonio Calcaño (1900-1978), y bajo la dirección de Isabel Aretz, el Sr. Echevarria Walls realizó en Tenerife y Venezuela el trabajo de investigación sobre la Contra Majorera, de la Isla de Fuerteventura. La teoría del Profesor-investigador Calcaño se basaba en que la Contra Majorera se constituía como padre y antecedente del Quinto Venezolano, a su vez antecesor del actual Cuatro Venezolano, el instrumento más representativo de ese País. Desde esas fechas ese popular instrumento majorero ha vuelto a formar parte de las Agrupaciones Folklóricas de las Islas.

## Premios y reconocimientos
Por su exitosa trayectoria, recibió el Premio Konex de Platino en 1999 como la más importante musicóloga de la década en la Argentina, en 1989 había obtenido el Diploma al Mérito del mismo galardón, ubicándola como una de las 5 más importantes de la historia en la Argentina. En 1992 recibió el Premio Internacional Gabriela Mistral.

## Obra
Publicó 25 libros, principalmente sobre folklore latinoamericano, y una autobiografía. Entre su obra como compositora se cuentan 10 obras para orquesta, sinfonías, obras sinfónico-corales, para piano y suite para clave.
Entre los premios y reconocimientos que recibió se cuentan:
- En Venezuela: Orden Andrés Bello del Gobierno de Venezuela, Premio Nacional de Música "José Ángel Lamas".
- En Argentina: Primer Premio de Musicología del Fondo Nacional de las Artes, Académica emérita, Academia Argentina de la Música en 1999, "Maestra de Maestros", Universidad Católica de Valparaíso en 2000
- Internacionales; Premio Internacional de Artes y Música "Gabriela Mistral", otorgado por la Organización de los Estados Americanos (OEA). Washington, EE. UU., Premio Internacional de Musicología "Robert Stevenson", por su trayectoria en la investigación etnomusicológica, Washington, EE.UU.

### Obra musical parcial
- Puneñas, estrenada en el Teatro Cervantes de Buenos Aires.
- Páramo, ballet estrenada en el Aula Magna de la Universidad Central de Venezuela.
- Birimbao, estrenada en el Festival Internacional de Mérida, Venezuela.
- Yekuana, estrenada en el Aula Magna de la Universidad Central de Venezuela.
- Argentina hasta la muerte, orquesta y poema de César Fernández Moreno, estrenada en el Teatro Humboldt, Caracas.
- Kwaltaya, Etnodrama estrenado en el Teatro Municipal, Caracas, Venezuela.
- Constelación espectral, sinfonía estrenada por la Orquesta Sinfónica Municipal.
- Padre Libertador, obra sinfónico-coral, estrenada durante el Interamericana Music Festival en el Centro John F. Kennedy para las Artes Escénicas de Washington.
- Gritos de una ciudad estrenada en Mark Concert may, Nueva York.
- Hombre al cosmos obra para piano y cinta magnetofónica estrenada en el Chirst and St. Stephen’s Church de Nueva York.

### Publicaciones
- Folklore Musical Argentino.
- Música Tradicional Argentina. Tucumán. 1946. Universidad Nac de Tucumán. 743 p.[7]
- Música Tradicional de La Rioja. Caracas. 1978. INIDEF. 610 P.
- América Latina en su Música. México. 1977. Siglo XXI. 334 p.
- El Tamunague.
- Música Prehispánica de las culturas prehispánicas.  Bs As. 2003. Lumen. 205 p.